# Аарма, Райк Пээтерович
Райк А́арма (эст. Raik Aarma; 17 сентября 1915, Ревель — 29 июня 1987) — эстонский советский журналист, редактор ряда газет и телепередач, главный редактор сатирического журнала «Pikker» в 1964—1973 годах.

## Биография
Родился в 1915 году в Таллине.
В 1933 году окончил гимназию Густава Адольфа.
В 1938—1941 годах учился на юридическом факультете Тартуского университета.
С 1940 года, с присоединением Эстонии к СССР, работал журналистом.
Участник Великой Отечественной войны с 1941 по 1944 год — находился в составе 1-й Эстонской партизанской бригады, был редактором партизанской газеты «Тазуя» («Мститель»). Награждён Орденом Отечественной войны II степени (1985).
После освобождения Эстонии в 1944—1945 годах был главным редактором газеты «Noorte hääl» («Голос молодых»), затем членом редколлегии газеты «Rahva Hääl» («Голос народа»).
В 1951—1962 годах учился на историко-лингвистическом факультете Тартуского государственного университета и получил диплом филолога.
В течение многих лет был главным редактором общественно-политических программ Эстонского телевидения.
С 1964 по 1973 год — главный редактор сатирического журнала «Pikker».
В 1974—1983 годах — один из основателей Комитета по развитию культурных связей с зарубежными эстонцами (VEKSA), член редколлегии издаваемой комитетом газеты «Kodumaa» («Родина»).
Умер в 1987 году.

## Публикации
Некоторые публикации на русском языке:
- Аарма Р.. Чёрный список // Крокодил. — 1971. — № 8. — С. 10.